# Wells Fargo Center (Denver)
Wells Fargo Center – biurowiec położony w Denver, Colorado, Stany Zjednoczone.
Ma 213 metrów wysokości, co czyni go trzecim pod względem wysokości wieżowcem w Denver.
Jest niższy od budynku Republic Plaza (218 metrów) i Wieży Qwest (216 metrów). Budynek położony jest na wzgórzu, dzięki czemu jego bezwzględna wysokość jest większa niż dwóch budynków wyższych, ale wysokość względna jest mniejsza.
Budynek ma 52 kondygnacje.
Zaprojektowany przez architekta Philipa Johnsona i Johna Burgee, został ukończony w 1983 roku. Ze względu na wygląd dachu jest to najbardziej rozpoznawalny budynek w centrum Denver, lokalnie nazywany „Kasą Fiskalną” (z ang. Cash Register).
Wyposażono go w podgrzewany dach, co było konieczne, aby zapobiec gromadzeniu się tam śniegu.
Budynek posiada własny unikatowy kod pocztowy, 80274.

## Galeria

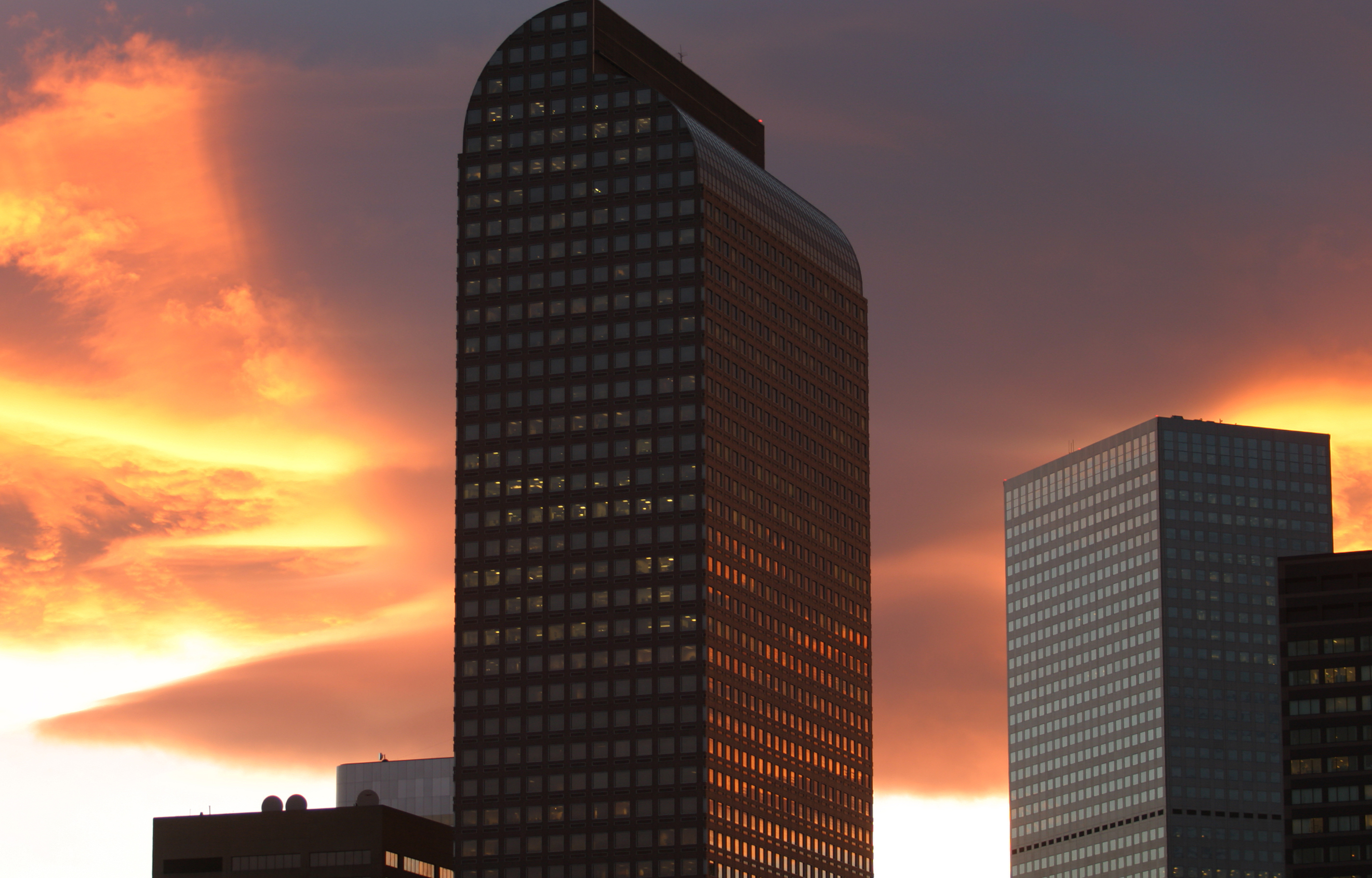
Widok Wells Fargo Center o zachodzie słońca
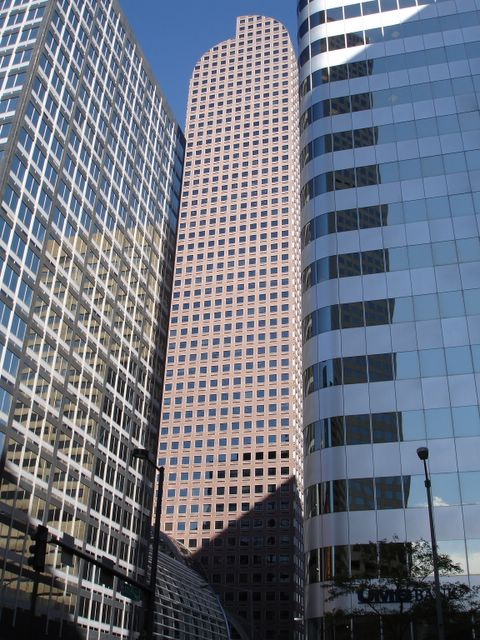
Wells Fargo Center widok z boku
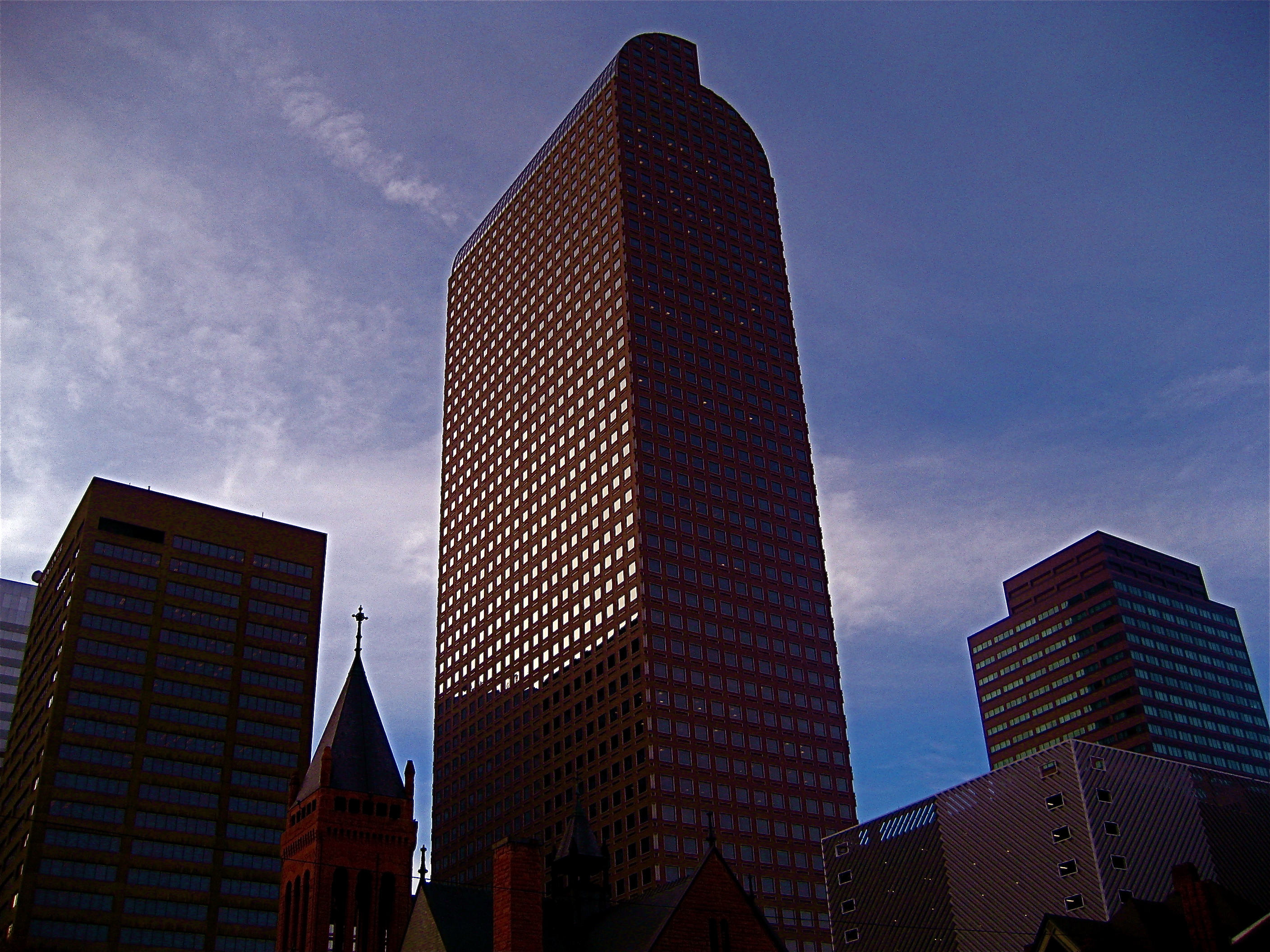
Wells Fargo Center